# Box Elder County
Box Elder County je okres ve státě Utah v USA. K roku 2010 zde žilo 49 975 obyvatel. Správním městem okresu je Brigham City. Celková rozloha okresu činí 17 428 km².